# Tipula (Pterelachisus) matsumuriana matsumuriana
Tipula (Pterelachisus) matsumuriana matsumuriana is een ondersoort van de tweevleugelige Tipula (Pterelachisus) matsumuriana uit de familie langpootmuggen (Tipulidae). De ondersoort komt voor in het Palearctisch gebied.